# 沙里 (車臣共和國)
43°9′N 45°54′E / 43.150°N 45.900°E
沙里（俄语：Шали́）是俄羅斯車臣共和國中部的一個城市，為沙利區首府，與車臣共和國首府格羅茲尼相距25公里。2002年人口40,356人，2010年人口47,708人，是共和國第二大城市。